# Pathum Thani (provincie)
Pathum Thani is een Thaise provincie in het centrale gedeelte van Thailand. In december 2002 had de provincie 708.909 inwoners en daarmee is zij de 35e provincie qua bevolking in Thailand. De oppervlakte bedraagt 1525,9 km² en daarmee is het de 69e provincie qua omvang in Thailand. De provincie ligt op ongeveer 46 kilometer van Bangkok. Pathum Thani grenst aan Ayutthaya, Saraburi, Nakhon Nayok, Bangkok en Nonthaburi.

## Provinciale symbolen
|  | Het provinciale zegel van Pathum Thani toont een roze lotusbloem met twee eroverheen hangende rijsthalmen. Deze twee symboliseren de vruchtbaarheid van de provincie. De provinciale boom is de Indiase koraalboom (Erythrina variegata), de provinciale bloem is de lotus (Nymphaea lotus). |

## Politiek

### Bestuurlijke indeling
De provincie is onderverdeeld in 7 districten (Amphoe), die weer onderverdeeld zijn in 60 gemeenten (tambon) en 529 dorpen (moobaan).
| Amphoe 1. Mueang Pathum Thani 2. Khlong Luang 3. Thanyaburi 4. Nong Suea 5. Lat Lum Kaeo 6. Lam Luk Ka 7. Sam Khok |